# 鹿児島県道272号久志大浦線
鹿児島県道272号久志大浦線（かごしまけんどう272ごう くしおおうらせん）は、鹿児島県南さつま市を通る一般県道である。

## 概要
南さつま市坊津町久志から大浦町に至る。
起点から大浦町中心部までは、全長8 m以上の大型車両は通行が禁止されている。

### 路線データ
- 起点：鹿児島県南さつま市坊津町久志（鹿児島県道270号久志上津貫線交点）
- 終点：鹿児島県南さつま市大浦町（国道226号交点）

## 路線状況

### 重複区間
- 鹿児島県道271号秋目上津貫線（南さつま市大浦町）

## 地理

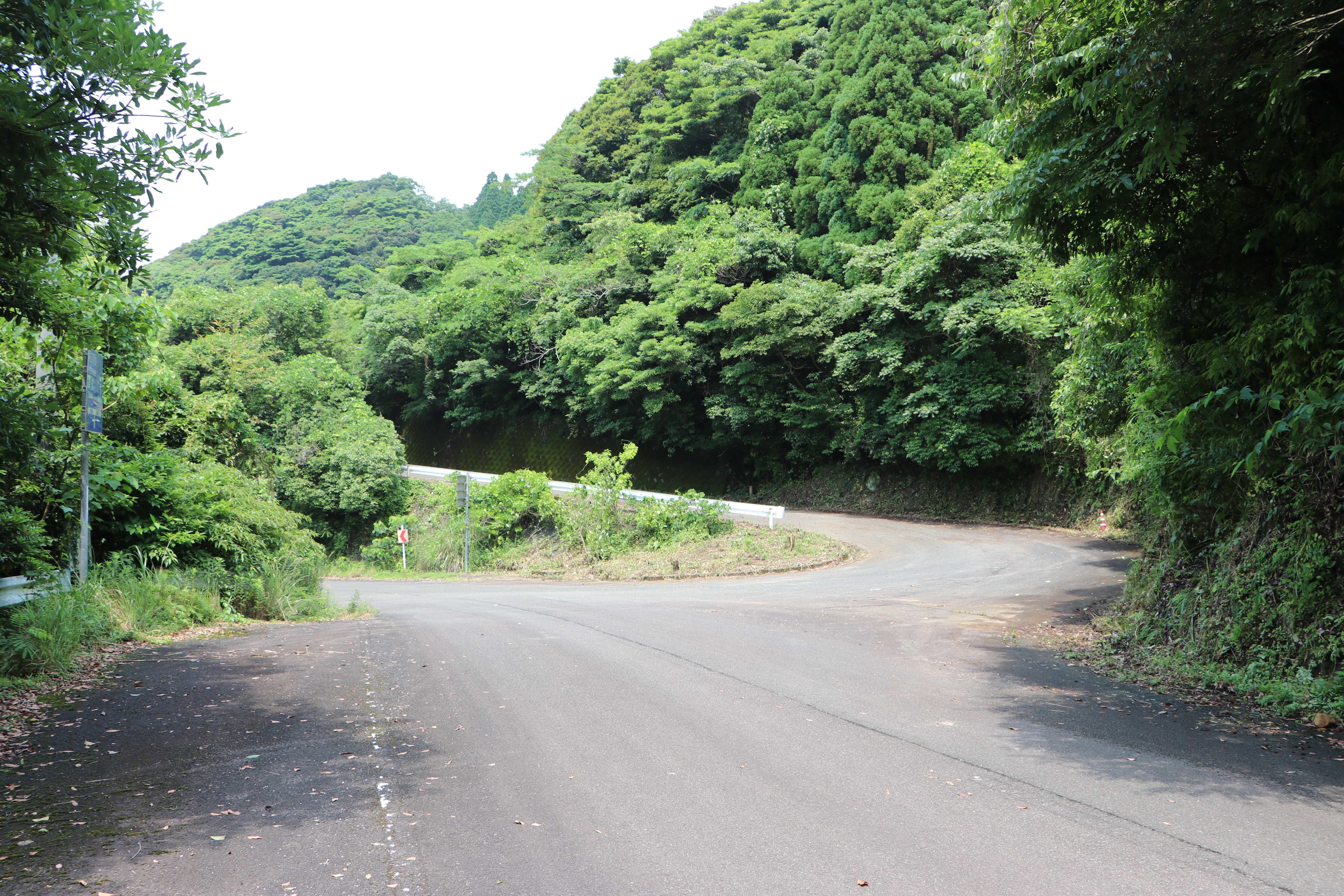
起点（坊津町久志）

### 通過する自治体
- 南さつま市

### 交差する道路
| 交差する道路                             | 交差する場所 | 交差する場所 |
| ---------------------------------------- | ------------ | ------------ |
| 鹿児島県道270号久志上津貫線              | 坊津町久志   | 起点         |
| 鹿児島県道271号秋目上津貫線 重複区間起点 | 大浦町       |              |
| 鹿児島県道271号秋目上津貫線 重複区間終点 | 大浦町       |              |
| 国道226号                                | 大浦町       | 終点         |

### 沿線
- 南さつま市立大浦小学校
- 南さつま市立大笠中学校